# Catalunya – Lituània (22-12-2000)
La selecció catalana de futbol disputà un partit amistós contra la selecció de Lituània el 22 de desembre del 2000 al Camp Nou de Barcelona, davant de 48.000 espectadors, que acabà amb victòria de Catalunya per 5-0. La selecció nacional de Catalunya tornava a jugar un partit al Camp Nou 24 anys després del Catalunya-Rússia (1-1) del 1976.

## Fitxa tècnica
| Catalunya                                                                           | 5 - 0                | Lituània |
| ----------------------------------------------------------------------------------- | -------------------- | -------- |
| Òscar Garcia 9' 82' · Jordi Cruyff 42' · Gerard López 70' (p.) · Xavi Hernández 77' | Mundo Deportivo Avui |          |

| Catalunya | Lituània |

| CATALUNYA:     |  |                   |  |  |
|                |  |                   |  |  |
| PO             |  | Toni Jiménez      |  |  |
| PO             |  | Reina Reina       |  |  |
| DF             |  | Delfí Geli        |  |  |
| DF             |  | Xavier Aguado     |  |  |
| DF             |  | Quique Álvarez    |  |  |
| DF             |  | Toni Soldevilla   |  |  |
| CC             |  | Pep Guardiola (c) |  |  |
| CC             |  | Xavi Hernández    |  |  |
| CC             |  | Roger Garcia      |  |  |
| CC             |  | Gabri Garcia      |  |  |
| CC             |  | Albert Celades    |  |  |
| CC             |  | Sergio González   |  |  |
| DV             |  | Òscar Garcia      |  |  |
| DV             |  | Jordi Cruyff      |  |  |
| DV             |  | Rubén Navarro     |  |  |
| DV             |  | Gerard López      |  |  |
| Seleccionador: |  |                   |  |  |
| Pitxi Alonso   |  |                   |  |  |

| LITUÀNIA:       |  |                         |  |  |
|                 |  |                         |  |  |
| PO              |  | Pavelas Leusas          |  |  |
| DF              |  | Nerijus Radžius         |  |  |
| DF              |  | Rolandas Džiaukštas     |  |  |
| DF              |  | Tomas Kančelskis        |  |  |
| DF              |  | Marius Skinderis        |  |  |
| CC              |  | Darius Žutautas         |  |  |
| CC              |  | Orestas Buitkus         |  |  |
| CC              |  | Saulius Mikalajūnas (c) |  |  |
| CC              |  | Vitalijus Daniličevas   |  |  |
| CC              |  | Nerijus Vasiliauskas    |  |  |
| CC              |  | Deimantas Bička         |  |  |
| CC              |  | Andrius Gedgaudas       |  |  |
| DV              |  | Gražvydas Mikulėnas     |  |  |
| DV              |  | Artūras Fomenka         |  |  |
| DV              |  | Vytautas Karvelis       |  |  |
| DV              |  | Andrius Velička         |  |  |
| Seleccionador:  |  |                         |  |  |
| Julius Kvedaras |  |                         |  |  |